# Pateobatis
A Pateobatis a porcos halak (Chondrichthyes) osztályának sasrájaalakúak (Myliobatiformes) rendjébe, ezen belül a tüskésrájafélék (Dasyatidae) családjába tartozó nem.

## Rendszerezés
A nembe az alábbi 5 élő faj tartozik:
- Pateobatis bleekeri (Blyth, 1860)
- Pateobatis fai (Jordan & Seale, 1906)
- Pateobatis hortlei (Last, Manjaji-Matsumoto & Kailola, 2006)
- Pateobatis jenkinsii (Annandale, 1909)
- Pateobatis uarnacoides (Bleeker, 1852) - típusfaj